# رنگین‌تاب ارغوانی‌فام
رنگین‌تاب ارغوانی‌فام (نام علمی: Galbula chalcothorax) نام یک گونه از سرده رنگین‌تاب‌های میان‌جثه است.